# La Malmaison
La Malmaison es una comuna francesa situada en el departamento de Aisne, de la región de Alta Francia.

## Geografía
Está ubicada a 25 km al este de Laon.

## Demografía
| 428 | 389 | 356 | 302 | 337 | 363 | 407 | 416 |
| Para los censos de 1962 a 1999 la población legal corresponde a la población sin duplicidades (Fuente: INSEE [Consultar]) |     |     |     |     |     |     |     |